# Plasmobates machadoi
Plasmobates machadoi är en kvalsterart som beskrevs av Balogh 1958. Plasmobates machadoi ingår i släktet Plasmobates och familjen Plasmobatidae. Inga underarter finns listade i Catalogue of Life.